# Stanisław Car

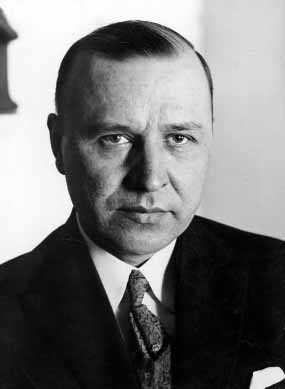
Stanisław Car

Stanisław Henryk Car [sta'nʲiswav 'xɛnrɨk t̠͡ɕar] (* 26. April 1882 in Warschau; † 18. Juni 1938 ebenda) war ein polnischer Jurist und Politiker der Sanacja. Er war viermal Justizminister sowie 1935 bis 1938 Sejmmarschall.

## Leben
Car studierte Jura an der Universität Warschau und Universität Odessa bis 1907 und war 1908 bis 1911 Referendar. Nachfolgend arbeitete er in Warschau als Rechtsanwalt und war ab 1915 Schiedsmann. Im Regentschaftskönigreich beriet er den Provisorischen Staatsrat (Regierungskabinett).
Im Dezember 1918 wurde Car vom Staatschef Józef Piłsudski zum Leiter seiner Zivilkanzlei ernannt. Er blieb auf diesem Posten bis zur Ablauf der Amtszeit Piłsudskis im Dezember 1922, abgesehen von der Beurlaubung während des Polnisch-Sowjetischen Kriegs, als er sich freiwillig zum Heer gemeldet hat. Anschließend blieb er Kanzleichef unter dem ersten gewählten und nur fünf Tage amtierenden Staatspräsidenten Gabriel Narutowicz sowie zunächst unter seinem Nachfolger Stanisław Wojciechowski, der ihn jedoch im Februar 1923 entließ. Als zwischenzeitlich einer der engsten Vertrauten Piłsudskis wurde er nach dem Maiputsch im Juni 1926 als Kanzleileiter wieder angesetzt. Im Dezember 1926 wechselte er ins Justizministerium als Unterstaatssekretär im ersten Kabinett Bartel. Am 22. Dezember 1928 wurde er als Justizminister ins vierte Kabinett Bartel berufen und behielt dieses Amt auch im nachfolgenden Kabinett Świtalski bis zum 7. Dezember 1929. Vom 29. März bis zum 4. Dezember 1930 war er wieder Justizminister im ersten Kabinett Sławek und im zweiten Kabinett Piłsudski.
Im Herbst 1930 erlangte Car ein Mandat im Sejm und wurde zum stellvertretenden Sejmmarschall gewählt. Gleichzeitig war er Referent des Verfassungsausschusses und neben Walery Sławek federführend am Entwurf der neuen Verfassung beteiligt. Sein Entwurfspapier wurde am 26. Januar 1934 mit handschriftlich veränderter Überschrift in Abwesenheit der Opposition als die neue Verfassung beschlossen und trat nach der Bestätigung im Senat im April 1935 als „Aprilverfassung“ in Kraft. Nach der vorgezogenen Parlamentswahl, die darauf folgte, wurde Car wieder Abgeordneter und zum Sejmmarschall gewählt. Diese Funktion – nach der neuen Verfassung die drittwichtigste in der Republik Polen – übte er bis zu seinem Tod 1938 aus.

## Reputation
Car, der für seine geschickte Rechtsauslegung (oder Rechtsbeugung) von Piłsudski hoch geschätzt wurde, hat die Grundlagen für das autoritäre System der Sanacja geschaffen. Die seit 1926 vermehrt eingesetzten sogenannten Verfassungspräzedenzfälle, d. h. gewagte, aber formal legale Auslegungen der Märzverfassung gingen auf seine Ideen zurück. Dazu gehörte beispielsweise die wiederholte Berufung des gleichen Kabinetts unter einem geänderten Vorsitz als Reaktion des Staatspräsidenten auf ein Misstrauensvotum. Seine Gegner verspotteten ihn in Anlehnung an seinen Namen („Car“ bedeutet auf Polnisch „Zar“) und die Ansprache des russischen Kaisers als Jego Interpretatorskoje Wieliczestwo (somit pseudo-russisch für Seine Interpretative Hoheit anstatt Seine Imperiale Hoheit).